# رودولفو آنایا
رودولفو آنایا (انگلیسی: Rudolfo Anaya؛ زادهٔ ۳۰ اکتبر ۱۹۳۷ – درگذشته ۲۸ ژوئن ۲۰۲۰) یک نویسنده، پدیدآور، و رمان‌نویس اهل ایالات متحده آمریکا بود.
وی در ۲۸ ژوئن ۲۰۲۰ در خانه خود در آلبوکرک درگذشت. وی ۸۲ ساله بود و در زمان منتهی به مرگش به یک بیماری طولانی مبتلا بود. 